# Nephila dirangensis
Nephila dirangensis är en spindelart som beskrevs av Biswas 2006. Nephila dirangensis ingår i släktet Nephila och familjen Nephilidae. Inga underarter finns listade i Catalogue of Life.